# Déli-Szentinel-sziget
A Déli-Szentinel-sziget az Indiai-óceán egyik szigete, az Andamán- és Nikobár-szigetek része, amely közigazgatásilag India területét képezi. A Kis-Andamán sziget közelében található, míg párja az Északi-Szentinel-sziget a Nagy-Andamánhoz esik közelebb. A Déli-Szentinel teljesen lakatlan, ellentétben északi párjával, ahol egy rendkívül izolált népcsoport, a szentinelézek élnek, akik elutasítanak minden kapcsolatot a külvilággal és az arra tévedő idegeneket többnyire megölik.

## Földrajz
A Déli-Szentinel mintegy 26 km távolságra esik a Kis-Andamántól. A sziget egy korallzátonyból jött létre, amelyen kialakult a növényzet és erdő is borítja. A szigetet, miként az északi párját is korallzátony övezi, hajózásra korlátozottan használható. Kis méretéből adódóan nagyobb emberi csoportok megtelepedésére a sziget nem alkalmas, s nincs nyoma korábbi emberi jelenlétnek sem.

## Közigazgatási besorolása
A sziget az Andamán-Nikobár indiai szövetségi terület része és a Kis-Andamán körzethez tartozik. 2018-ban az indiai kormány megtiltotta, hogy a szigetet turisztikai vagy más célra használják. Ennek egyik oka, hogy védjék az északi sziget őslakosságát a nemkívánatos jövevényektől, nehogy átadjanak nekik olyan betegségeket, amiket azok szervezete nem képes leküzdeni. A másik ok olyan incidensek elkerülése, amelynek során akár legális, akár illegális úton idegenek kapcsolatba próbáltak lépni a szentinelézekkel, avagy meg akarták tekinteni őket. Nem egy esetben az ilyen kísérletek halállal végződtek. Az indiai kormány azonban nem akar büntetőeljárást indítani a szigetlakók ellen, de nem vállal felelősséget azokért sem, akik a tiltás ellenére az északi sziget közelébe merészkednek, s így az életüket vagy testi épségüket kockáztatják. Következésképp nem akarják, hogy a déli lakatlan szigetet egyesek akár ugródeszkaként használják arra, hogy eljussanak a szentinelézek uralta északi szigetre.
Az Északi- és Déli-Szentinel de facto autonóm területnek számít, s az indiai kormány nem kíván beavatkozni a szentinelézek életébe. A déli szigetet csak speciális engedéllyel látogathatják arra feljogosítható személyek, így tudósok, kutatók vagy antropológusok. Ehhez előzetesen az indiai kormánnyal kell egyeztetniük.
A szigetet leginkább pihenőhelyként használják búvárcsoportok.

## Külső hivatkozások
- "A Journey to the Edge of the World", janakilenin.blogspot.com
- Geological Survey of India